# Trocha Pura Colombiana
Le Trocha Pura Colombiana est une race de chevaux d'allures originaire de Colombie. Elle est sélectionnée à partir du Paso fino colombien dans les années 1960. Cette race est caractérisée par une allure particulière, la « trocha », une sorte de trot confortable à quatre temps. 

## Histoire
La race est aussi appelée « Trochador », « Trocha », et « Trocha colombiana », le mot « trocha » signifiant « chemin » ou « piste ». Ces chevaux ont été développés à partir du Paso fino colombien dans les années 1960, et a reçu son nom actuel afin d'être différenciée de ce dernier. Elle descend, comme le Paso, de chevaux de type espagnol introduits en Colombie à partir du XVIe siècle.
L'association gérant la race est la Cundinamarca CORPOICA ; elle dispose d'un stud-book.

## Description
Il présente le type du cheval colonial espagnol. La base de données DAD-IS indique une taille moyenne de 1,36 m chez les femelles et 1,40 m chez les mâles, pour un poids moyen respectif de 310 et 330 kg. Le guide Delachaux (2014) cite 1,37 m chez les femelles et 1,40 m en moyenne chez les mâles. CAB International (2016) indique 1,40 m à 1,50 m.
La tête est de profil rectiligne, dotée d'un front large, et portée haut sur une encolure musclée. Le volume corporel eumétrique, et les proportions sont mediolignes, avec une morphologie globalement légère. Les pieds sont petits, crinière et queue sont abondantes.
La robe est le plus souvent alezane,, mais toutes les couleurs sont possibles, en particulier le bai.
En Colombie, ces chevaux vivent généralement en écurie, et sont nourris de concentrés. Leur fertilité et le taux de survie des poulains sont réputés bas. Le caractère est réputé vif mais docile.

### Allures
La race se distingue par une allure diagonale à quatre temps particulière, la trocha, consistant en un trot très rapide et confortable.
Le Trocha Pura Colombiana a fait l'objet d'une étude visant à déterminer la présence de la mutation du gène DMRT3 à l'origine des allures supplémentaire : l'étude de 67 sujets a permis de détecter la présence de cette mutation chez 10,4 % d'entre eux, et de confirmer l’existence de chevaux avec des allures supplémentaires parmi la race. 

## Utilisations
Il est essentiellement employé comme cheval de selle, il sert notamment pour le travail du bétail.

## Diffusion de l'élevage
L'étude menée par l'Université d'Uppsala en 2007 le signale comme race locale sud-américaine, et n'indique pas de niveau de menace. Il semble toutefois que la race soit commune et populaire en Colombie,.